# قشلاق مازان سفلی
قشلاق مازان سفلی یک روستا در ایران است که در دهستان اجارود شمالی واقع شده‌است.